# 苴力镇
苴力镇，是中华人民共和国云南省大理白族自治州弥渡县下辖的一个乡镇级行政单位。

## 行政区划
苴力镇下辖以下地区：
苴力村、白邑村、栗子园村、白云村、先锋村、水田村和五台村。